# Athripsodes longispinosus
Athripsodes longispinosus là một loài Trichoptera trong họ Leptoceridae. Chúng phân bố ở miền Cổ bắc.